# Regeer-en-bindtheorie
De regeer-en-bindtheorie (Engels: Government and Binding Theory) is binnen de transformationele taalkunde een theoretisch model met betrekking tot syntaxis, die grotendeels in de jaren 80 van de 20e eeuw is ontwikkeld door Noam Chomsky. De theorie is een grondige herziening van Chomsky's eerdere theorieën en werd later nogmaals herzien, eerst in The Minimalist Program (1995) en later in Three Factors in Language Design (2005).
De naam van het model verwijst naar de twee belangrijkste subtheorieën binnen het model, een met betrekking tot abstracte syntactische relaties ("regeer") en een met betrekking tot de referenten van voornaamwoorden, anaforen en referentiële uitdrukkingen ("bind"). De regeer-en-bindtheorie was de eerste theorie die was gebaseerd op het model van principes en parameters, dat ook ten grondslag heeft gelegen aan de ontwikkeling van Chomsky's minimalistisch programma.